# Celestus duquesneyi
Celestus duquesneyi — вид веретільницеподібних ящірок родини Diploglossidae. Ендемік Ямайки.

## Опис
Ящірки Celestus duquesneyi є середніми представниками свого роду, їх довжина (без врахування хвоста) становить 10 см.

## Поширення і екологія
Celestus duquesneyi мешкають на півдні Ямайки, в горах Портлендського хребта (де вони не спостерігалися з 1930-х років та, ймовірно, вимерли) та на пагорбах Хеллшир-Хіллс. Вони живуть в сухих тропічних лісах Ямайки, що ростуть на вапнякових ґрунтах, серед опалого листя. Зустрічаються на висоті від 86 до 166 м над рівнем моря.

## Збереження
МСОП класифікує цей вид як такий, що перебуває на межі зникнення. Celestus duquesneyi загрожує знищення природного середовища та хижацтво з боку здичавілих кішок і малих індійських мангустів.